# Monitor da studio

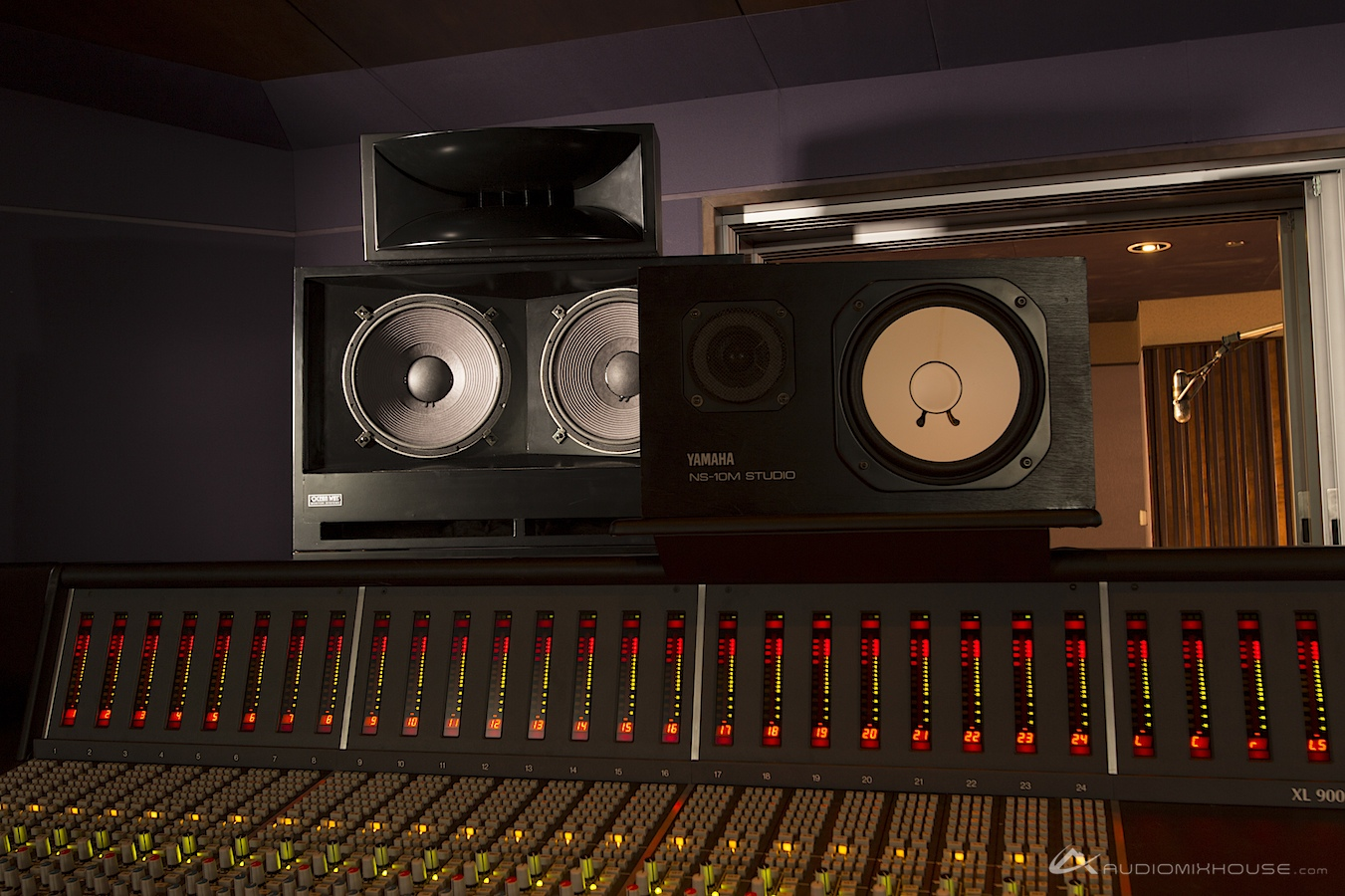
Monitor da studio sopra un mixer

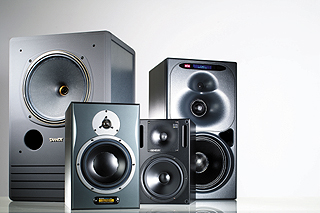
Vari monitor da studio

Con il termine monitor da studio, studio monitor o più genericamente monitor audio, ci si riferisce ad uno o più diffusori acustici progettati specificatamente per applicazioni di produzione audio, con caratteristiche meccaniche ed elettriche adeguate ad un ambiente di produzione e/o elaborazione musicale quale uno studio di registrazione, studio televisivo o radiofonico, editing audio/video e in tutti quei casi dove l'accurata riproduzione di suoni e rumori è di fondamentale importanza. Dovendo funzionare in un ambiente di lavoro, oltre alle doti di fedeltà di riproduzione, un monitor da studio deve avere un'ottima tenuta in potenza e robustezza meccanica.

## Caratteristiche
Le principali caratteristiche di un monitor da studio sono:
- una risposta in frequenza il più lineare possibile: il monitor non deve colorare il suono in alcuna maniera, ovvero non deve né accentuare né attenuare alcuna frequenza contenuta nel segnale di ingresso. Maggiore è la linearità maggiore sarà il realismo del suono rispetto alla fonte (DAW o altro);
- una localizzazione stereofonica del suono il più precisa possibile;
- un intervallo di frequenza riproducibile il più ampio possibile;
- una risposta ai transienti la più realistica possibile.

## Tipi di monitor da studio
Possono essere attivi o passivi. I modelli attivi possiedono un amplificatore audio interno, mentre i passivi ne sono sprovvisti e necessitano di ricevere un segnale già amplificato proveniente da un amplificatore esterno. Possono inoltre essere costruiti con la tecnica della sospensione pneumatica o bass reflex. Nella sospensione pneumatica le casse sono ermeticamente sigillate in modo da separare il volume d'aria interno da quello esterno, questo sistema offre un taglio graduale alle basse frequenze e una buona risposta ai transienti di bassa frequenza. Nei monitor bass reflex, invece, viene ricavata un'apertura nella cassa che permette la comunicazione tra la massa d'aria interna e l'ambiente esterno (agendo come un risuonatore di Helmholtz) dando rinforzo alle frequenze basse.
Un'ulteriore suddivisione si basa sulla dimensione dell'ambiente a cui i monitor sono destinati per l'utilizzo ottimale da parte del fonico, esistono monitor di tipo:
- Nearfield: monitor per l'ascolto a distanza ravvicinata. Usati in ambienti piccoli, hanno dimensioni ridotte, la dimensione massima del woofer non supera gli 8", la distanza di ascolto è generalmente al di sotto dei 150 cm e generalmente sono a due vie (due altoparlanti, un woofer e un tweeter) bi-amplificati.
- Midfield: monitor concepiti per stanze di medie dimensioni. Solitamente accoppiate alle nearfield per avere un paragone di ascolto. Hanno una potenza più elevata rispetto alle nearfield, woofer più grande e risposta in frequenza maggiore per permettere un ascolto più completo. La distanza di ascolto va dai 150 ai 200/250 cm. In questa categoria si trovano principalmente a tre vie (tre altoparlanti, un woofer, un midrange e un tweeter) tri-amplificati.
- Main monitor: enormi monitor del peso di 2-3 quintali presenti nei principali studi di registrazione. Sono utilizzati principalmente per l'ascolto dei vari volumi degli strumenti musicali in fase di mixaggio e per controllare le frequenze più basse (attorno ai 20 Hz, minima frequenza udibile dall'orecchio umano). Solitamente i main monitor vengono incassati nel muro (flush) per evitare problemi di diffrazione e di controfase dovuti al rimbalzo delle onde sonore sul muro posteriore (problemi che affliggono i monitor nearfield e midfield mal posizionati) e rivolti verso il fonico. Sono spesso dotati di più woofer di 18" e svariati tweeter per una copertura assolutamente completa e lineare delle frequenze di tutto lo spettro sonoro. Hanno potenza intorno ai 1.000 W RMS e il loro prezzo supera le decina di migliaia di euro/dollari.

## Posizionamento dei monitor
Il monitoraggio, per essere valido ed efficace, deve avvenire all'interno di una stanza acusticamente trattata, con l'operatore posizionato correttamente rispetto alle casse: la sua testa deve formare con queste un triangolo equilatero parallelo al pavimento, le casse devono essere ruotate dunque di 30° verso il centro e all'altezza delle orecchie di chi le utilizza.
A seconda del tipo di lavoro da eseguire, si può aver bisogno di diversi tipi di monitor posizionati in maniera differente, per esempio monitor per missaggi ravvicinati (nearfield) e monitor per missaggi distanziati (midfield o main monitor). Nel primo caso si usano monitor più piccoli posizionati sopra le consolle, il risultato di un missaggio fatto in questo modo può essere più somigliante all'ascolto domestico e quindi più indicato per verificare la registrazione di un Master di musica.
Nel secondo caso invece si usano monitor più grandi montati nella parete frontale al fonico di studio. Generalmente il tweeter della cassa va messo in direzione dell'orecchio del fonico seduto di fronte alla consolle, dando così un'ampia zona stereo ascoltabile anche dalle persone dietro al fonico. Se così non fosse e si puntasse verso il regista o verso il produttore si avrebbe una più vasta zona mono con conseguente alterazione dell'immagine stereofonica. Spesso negli studi di registrazione si utilizzano tutte e due le tecniche, posizionando monitor piccoli e grossi.

## Differenze tra monitor da studio e altoparlanti hi-fi
Indipendentemente dai principi di progettazione o dai costi, nessun altoparlante, monitor o sistema audio hi-fi possiede una risposta in frequenza completamente piatta, poiché tutti gli altoparlanti colorano il suono in qualche modo. I monitor da studio sono però presumibilmente il più possibile privi di colorazioni. Sebbene non esista una distinzione netta tra altoparlanti per uso domestico e monitor da studio, i produttori ne sottolineano sempre di più le differenze. In linea generale, i monitor da studio sono fisicamente robusti per far fronte ai volumi elevati e alle sollecitazioni di tipo fisico che possono verificarsi in studio. Inoltre vengono utilizzati per l'ascolto a distanze più brevi (ad esempio il nearfield) rispetto agli altoparlanti hi-fi, anche se nulla vieta di utilizzarli in un ambiente domestico. In una nota rivista di registrazione, Sound on Sound, nel corso degli ultimi due decenni il numero di recensioni di monitor da studio autoamplificati (attivi) ha superato significativamente quello delle recensioni di monitor passivi, il che indica che i monitor da studio risultano in prevalenza autoamplificati. Gli altoparlanti hi-fi di solito richiedono un'amplificazione esterna.
I monitor sono utilizzati da quasi tutti i produttori professionisti e ingegneri del suono. Il vantaggio derivante dal loro utilizzo è che la produzione viene tradotta in maniera migliore sugli altri sistemi audio. Aziende del settore quali Genelec, Neumann, Quested e M & K forniscono i propri prodotti quasi esclusivamente agli studi di registrazione e ai produttori discografici, che rappresentano le figure chiave nel mercato dei monitor professionali. La maggior parte delle aziende che si rivolgono ai consumatori, invece, si limita a fornire altoparlanti per sistemi hi-fi domestici. Aziende che si collocano in entrambi i settori, come Amphion Loudspeakers, ADAM, Dynaudio, Focal/JM Labs, JBL, PMC, surrounTec e Tannoy, tendono a differenziare chiaramente le loro linee di prodotto tra monitor e hi-fi.